# حزب الكرامة (جنوب أستراليا)
حزب الكرامة، الذي كان يُعرف سابقًا باسم "الكرامة لذوي الإعاقة" (وكان يُعرف حتى عام 2010 باسم "الكرامة للمعاقين")، هو حزب سياسي في ولاية جنوب أستراليا الأسترالية. كان للحزب عضو برلماني واحد، وهي كيلي فينسنت، التي تم انتخابها في انتخابات الولاية عام 2010 للمقعد الحادي عشر والأخير لمدة ثماني سنوات في المجلس التشريعي المؤلف من 22 عضوًا في برلمان جنوب أستراليا. ولم تُنتخب مرة أخرى في انتخابات 2018. في عام 2016، تم تغيير اسم الحزب إلى "حزب الكرامة" ليعكس بشكل أفضل مفهوم المساواة بجميع أشكالها، بما في ذلك العرق، والنوع الاجتماعي، والعمر، والتوجه الجنسي.
تم إلغاء تسجيل الحزب في تشرين الثاني 2019، بعد فشله في إثبات أن عدد أعضائه لا يزال 200 عضو.

## انتخابات 2006
خاض الحزب أول انتخاباته عام 2006 تحت اسمه السابق "الكرامة للمعاقين"، دون أن ينجح أي من مرشحيه. قُدّم مرشحون في مقاعد مجلس النواب لدوائر أنلي، وميتشل، وماوسون، ونوروود، وهارتلي، ونيو لاند، وموريالتا، وبرايت، وأديلايد، ورايت، كما قدم أربعة مرشحين في المجلس الأعلى. وكانت أعلى نتيجة للحزب في مجلس النواب في دائرتي رايت وبرايت بنسبة 2.4٪ (506 و492 صوتًا على التوالي). أما تصويتهم في المجلس الأعلى فبلغ 0.6٪ (5615 صوتًا).

## انتخابات 2010

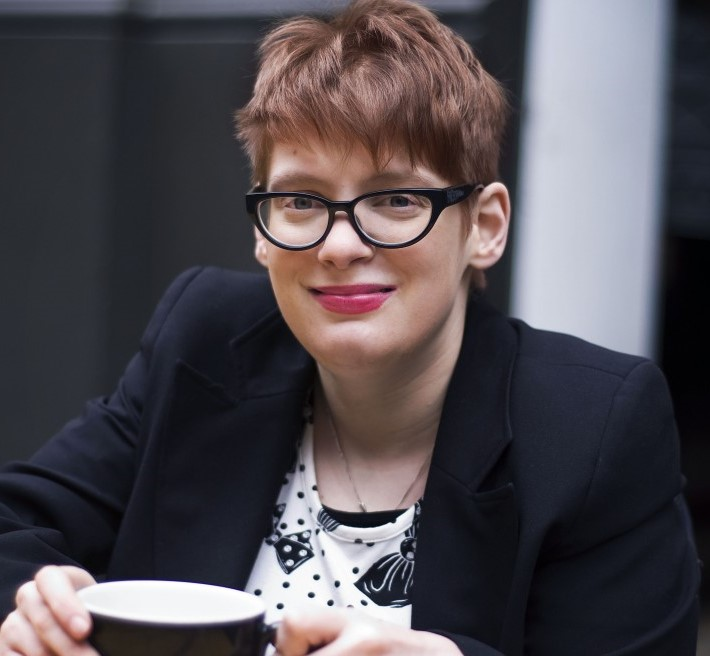
كيلي فينسنت عضو المجلس التشريعي.

في انتخابات 2010، وتحت اسم "الكرامة لذوي الإعاقة"، ترشح الحزب في دوائر أديلايد، ونوروود، ورايت لمجلس النواب، وحقق نتائج مشابهة. كما تقدم بأربعة مرشحين للمجلس الأعلى، وقد تضاعف تصويته في هذا المجلس من 0.6٪ إلى 1.2٪، وبعد الحصول على تفضيلات التصويت، تم انتخاب المرشحة كيلي فينسنت للمقعد الحادي عشر والأخير في المجلس الأعلى لمدة ثماني سنوات. كانت فينسنت مدرجة ثانيًا في قائمة الحزب للمجلس الأعلى، لكنها حصلت على تفضيلات المرشح الأول بول كولير، الذي توفي بنزيف دماغي قبل أحد عشر يومًا من الانتخابات. وقد صرحت فينسنت بأنها "ربما تميل إلى دعم حزب الخضر في بعض القضايا".

## انتخابات 2014
في انتخابات 2014، قدم الحزب مرشحين في دوائر مجلس النواب: أديلايد، ودانستان، وإلدر، وهيسن، وليتل بارا، وأنلي، ووايت، كما قدم ثلاثة مرشحين للمجلس الأعلى. وكانت أعلى نتيجة له في مجلس النواب في دائرة هيسن بنسبة 5.2٪، حيث تخطى حزب الخضر حزب العمال بفضل تفضيلات "الكرامة لذوي الإعاقة". أما تصويتهم في المجلس الأعلى فبلغ 0.9٪.
المرشحتان في دوائر أديلايد ووايت، آنا تري وكاثي تاكر، كانتا في السابق مرشحتين عن حزب الديمقراطيين الأستراليين. ترشحت تري في كولتون عامي 2006 و1997، بينما ترشحت تاكر (تاكر-لي سابقًا) في كافيل عامي 2002 و1997، وفي لايت عام 1993، ونوروود عام 1989، وهارتلي عام 1985، وعلى المستوى الفدرالي في آيار عام 1996. وقد حصلت تاكر-لي على 23.2٪ من الأصوات الأولية، و43.7٪ في التصويت النهائي في كافيل عام 1997.

## انتخابات 2018
في تموز 2017، أطلقت كيلي فينسنت حملتها لإعادة انتخابها إلى جانب فريق من مرشحي المجلس الأعلى أعلن عنه حزب الكرامة. وفي تشرين الأول 2017، أعلن الحزب عن أحد أكبر فرق مرشحيه على الإطلاق لمقاعد مجلس النواب، استعدادًا للانتخابات في جنوب أستراليا التي أُجريت في 17 آذار 2018. ولم يُعاد انتخاب فينسنت.
مرشحو حزب الكرامة للمجلس التشريعي (المجلس الأعلى) في انتخابات الولاية لعام 2018 كانوا: كيلي فينسنت، ديانا بليبي، رايان مان، وإستير سيمبي.

أما مرشحو حزب الكرامة لمجلس النواب في انتخابات الولاية لعام 2018 فكانوا: بيتي-جين برايس (مرشحة عن أديلايد)، أناستاسيا سفيتليشني (مرشحة عن بلاك)، ريتشارد تشاليس (مرشح عن تشافي)، مادلين مكول (مرشحة عن شلتنهام)، تيد إيفانز (مرشح عن كولتون)، لوسي ماكينلي (مرشحة عن كرويدون)، بن ويلسون (مرشح عن دانستان)، نيك شوومي (مرشح عن إلدر)، إيما كريسدي (مرشحة عن إنفيلد)، كات كونور (مرشحة عن فروم)، جاري كونور (مرشح عن جيبسون)، سيان ويستيرمان (مرشحة عن جايلز)، ريك نيغل (مرشح عن هارتلي)، كريستينا رودرت (مرشحة عن كافيل)، مونيكا كوان (مرشحة عن مورفيت)، برايان تينجي (مرشح عن بورت أديلايد)، جون داثي (مرشح عن تورينز)، كاثي تاكر (مرشحة عن وايت)، وفيليب بيدال (مرشح عن ويست تورينز).

## روابط خارجية
- موقع حزب الكرامة نسخة محفوظة 27 February 2020 على موقع واي باك مشين.
- تقرير إخباري من ABC حول المرض الخطير الذي يعاني منه المرشح الدكتور بول كولير
- صعود كيلي فينسنت: ستيتلاين، جنوب أستراليا، 9 أبريل 2010 - فيديو